# Kamermuziek IV
Aulis Sallinen componeerde Kamermuziek IV opus 79 in 2000.
Kamermuziek IV heeft als ondertitel: Metamorfosen van Elegie voor Sebastian Knight voor pianosolo en strijkorkest. Kamermuziek IV is een bewerking van Metamorfosen, een compositie voor piano en kamerorkest, dat op zich weer gebaseerd is op Elegie voor Sebastian Knight voor cello solo uit 1964.
Net als Kamermuziek III is het een concertino, in dit geval dus voor piano en orkest. Ook qua begin heeft het wat weg van die eerdere compositie; al in het begin geeft de solist het thema aan, dat door de hele compositie (16 minuten) herhaald wordt. Het werk bestaat wel uit verschillende delen, maar die worden zonder onderbreking uitgevoerd:
1. Elegie;
2. Alla Cadenza;
3. Lento moderato;
4. Rondo interotto.

De tango duikt regelmatig op, maar verdwijnt net zo snel als hij gekomen is. Aan het eind van de compositie is die tango er echter weer. Sallinen probeert in deze compositie seriële muziek te combineren met de traditionele tonale muziek.
De première vond plaats in 22 september 2000 door pianist Ralf Gothóni en leden van het Fins Kamerorkest.

## Bron
- Uitgave CPO